# Latipalpus dannymohagani
Latipalpus dannymohagani är en skalbaggsart som beskrevs av Matsumoto 2005. Latipalpus dannymohagani ingår i släktet Latipalpus och familjen Melolonthidae. Inga underarter finns listade i Catalogue of Life.